# Becco di Filadonna
Il Becco di Filadonna (2.150 m s.l.m.), è una delle cime più impegnative dell'area degli Altipiani di Folgaria e Lavarone e del gruppo della Vigolana, in provincia di Trento nel settore del Trentino sudorientale.

## Descrizione

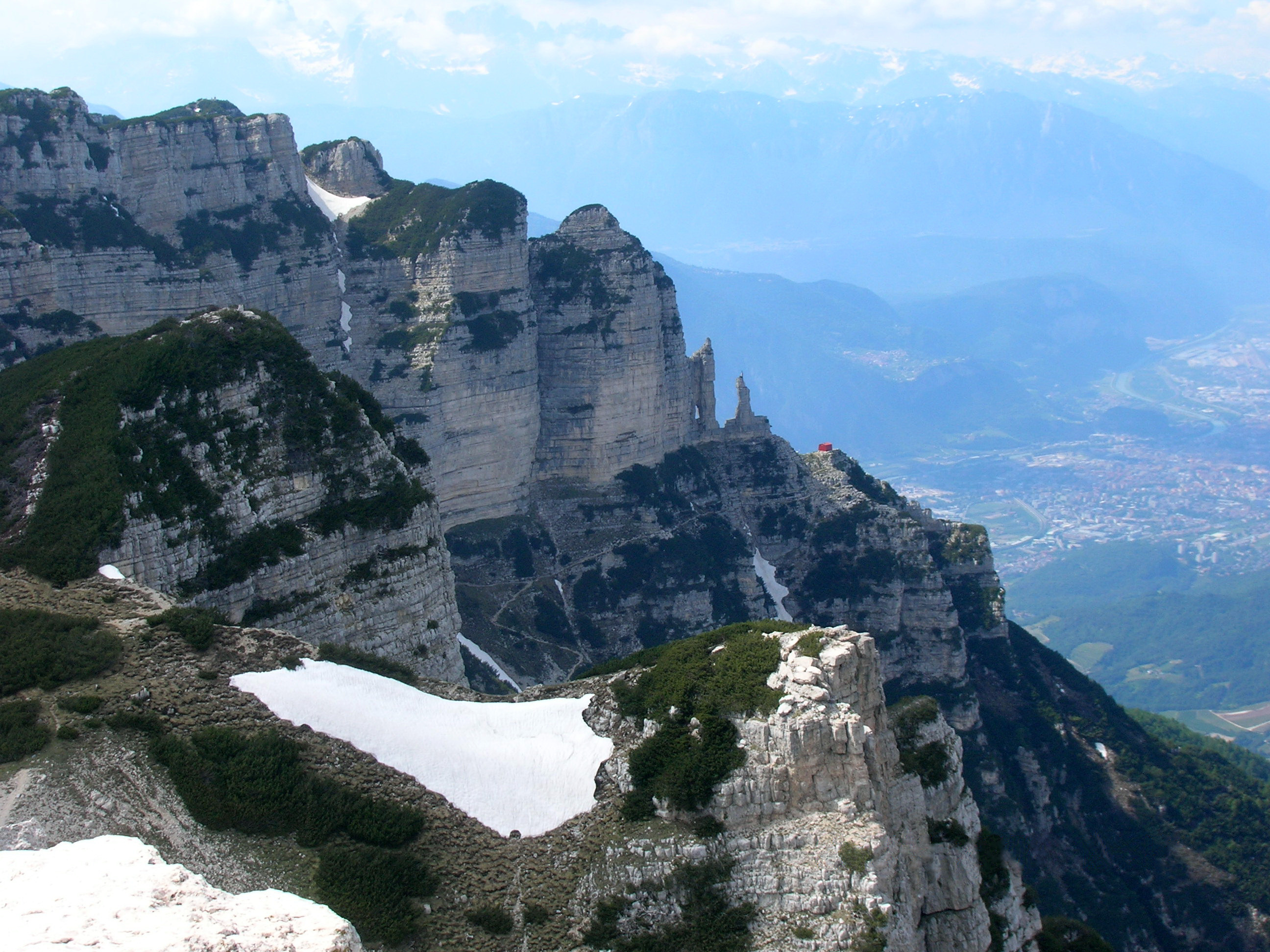
La Vigolana e la città di Trento dal Becco di Filadonna.

Dalla sua cima è possibile vedere la città di Trento, la Valsugana, il gruppo dell'Adamello e del Brenta e i laghi di Levico, Caldonazzo e Lavarone.

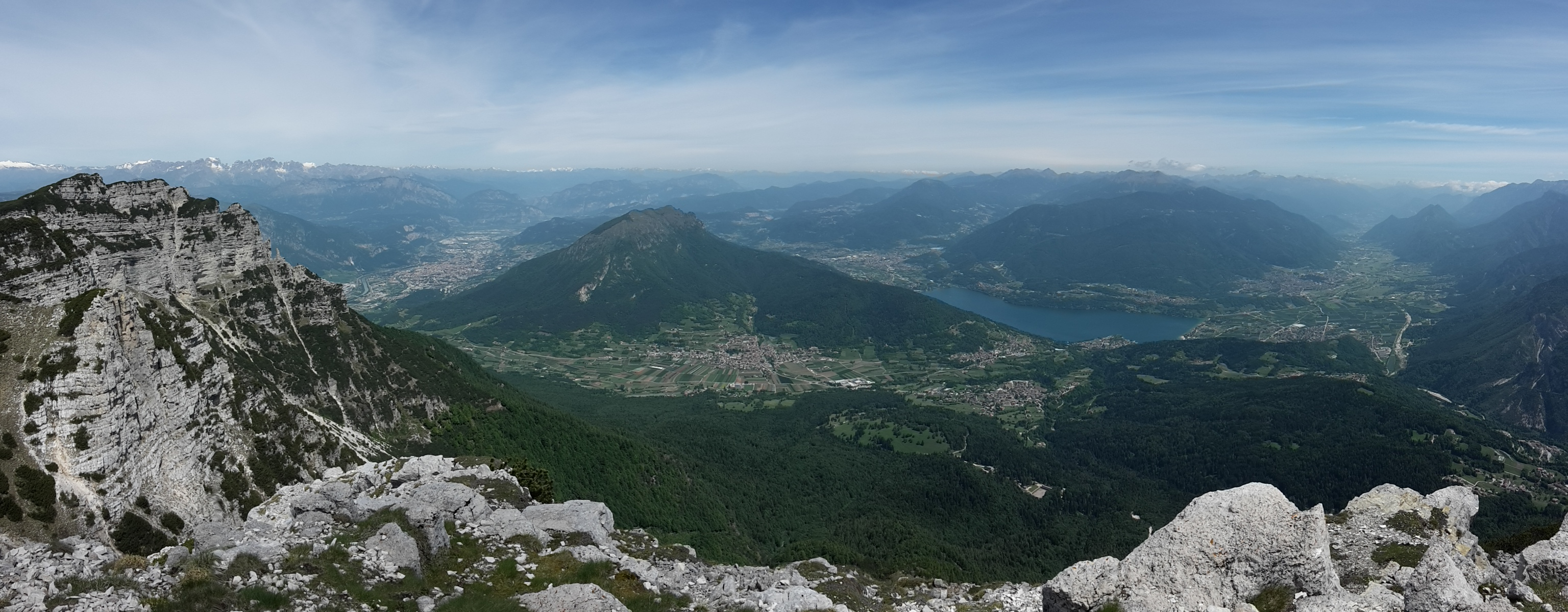
Panorama dalla cima